# الإجهاض في بلجيكا
تم تشريع الإجهاض في بلجيكا بالكامل في 4 أبريل 1990. الإجهاض قانوني حتى 12 أسبوعًا بعد الحمل (14 أسبوعًا بعد آخر دورة شهرية). يُطلب من المرأة أن تتلقى المشورة قبل ستة أيام على الأقل من الإجهاض وأن تحقق مع طبيبها لمراقبة صحتها في الأسابيع التي تلي الإجراء. يُسمح بالإجهاض اللاحق إذا كان هناك خطر على حياة المرأة أو إذا أظهر الجنين خطر حدوث تشوهات خلقية.
اعتبارًا من 2009, كان معدل الإجهاض 9.2 حالة إجهاض لكل 1000 امرأة تتراوح أعمارهن بين 15 و 44 سنة.

## ملخص

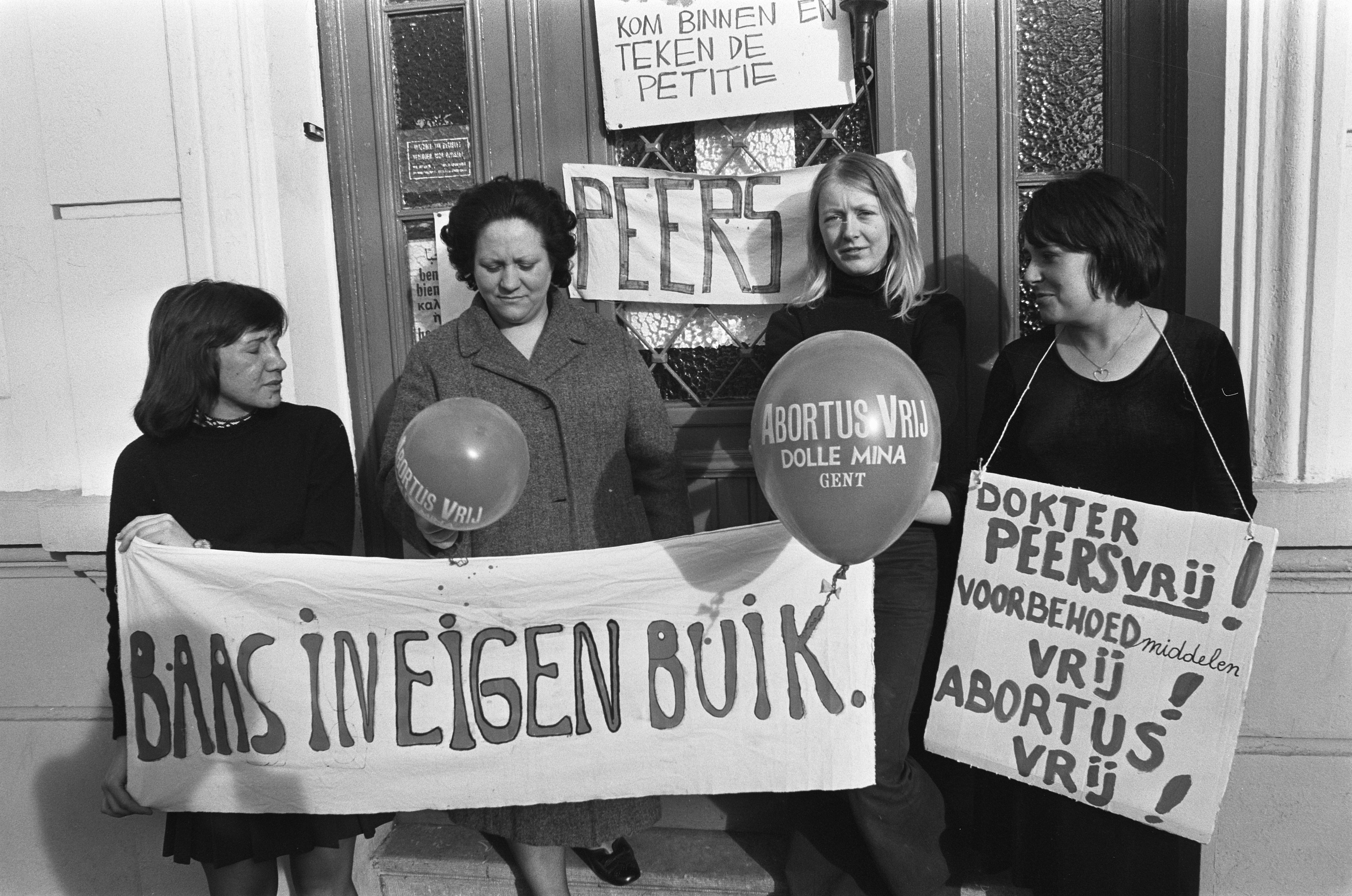
إضراب عن الطعام في غنت في يناير 1973 من قبل أعضاء مجموعة دوللي مينا من أجل الحق في الإجهاض وضد اعتقال الدكتور ويلي بيرز

تم حظر الإجهاض في بلجيكا لأول مرة دون استثناء بموجب المواد من 348 إلى 353 من القانون الجنائي البلجيكي لعام 1867. ثم عُرّف الإجهاض بأنه إحدى الجرائم "ضد نظام الأسرة وضد الآداب العامة". ومع ذلك, تم اتخاذ عدد قليل جدًا من الإجراءات القانونية ضد الإجهاض غير القانوني حتى عام 1923, عندما أقر البرلمان البلجيكي مشروع قانون قدمه في الأصل هنري كارتون دي ويارت في عام 1913 (ولكن لم تتم مناقشته رسميًا إلا بعد الحرب العالمية الأولى ) والذي تم ترميزه رسميًا في العقوبات القانونية لـ التحريض على الإجهاض وكذلك الدعاية والترويج لوسائل منع الحمل. حدثت عمليات الإجهاض العلاجي في وقت لاحق في عام 1940 في بعض المستشفيات, بينما تم إجراء البعض الآخر في الستينيات من قبل بعض مراكز تنظيم الأسرة في المناطق الناطقة بالفرنسية في بلجيكا.
في عام 1970, أسس طبيب أمراض النساء الدكتور ويلي بيرز (فرنسا) الجمعية البلجيكية لتقنين الإجهاض (SBLA). في نفس العام, نظم المجلس الوطني للمرأة البلجيكية مناقشة حول الإجهاض. ويجري إنشاء شبكات لتمكين النساء من إنهاء حملهن. ربطت مجموعة ماري مينور في والونيا النساء بالأطباء الذين أجروا عمليات الإجهاض, بينما أخذت مجموعة دوللي مينا في فلاندرز النساء إلى هولندا لطلب الإجهاض. في عام 1971, تم تقديم قانون Callewaert في محاولة لإلغاء تجريم الإجهاض في بلجيكا لأول مرة, ولكن لم يتم إقراره مطلقًا.
في 18 يناير 1973, ألقي القبض على بيرز لإجراء أكثر من ثلاثمائة عملية إجهاض في منطقة نامور. أمضى 34 يومًا في السجن. جمعت المظاهرات المطالبة بالإفراج عنه ومراجعة القانون عدة مئات الآلاف من الناس. أدت التعبئة إلى هدنة قضائية جعلت من المستحيل مقاضاة الأطباء بسبب إجرائهم عمليات إجهاض. بين عامي 1974 و 1978, كان هناك طريق مسدود في المناقشات السياسية حول الإجهاض. خلال نفس الفترة, تم السماح بالإجهاض العلاجي بشكل غير رسمي (وحتى يتم تعويضه من قبل بعض التبادليات ) طالما تم تسجيلها على أنها "كحت". تشير التقديرات إلى أنه تم إجراء 20.000 عملية إجهاض كل عام, كما قُدرت عمليات الإجهاض السرية التي أجريت خلال نفس الفترة بما يصل إلى 74.000 إلى 150.000 (مقارنة بـ 100.000 ولادة سنوية). تم إنشاء منظمات عامة جديدة تتعلق بإنهاء الحمل, مثل لجان إلغاء تجريم الإجهاض في عام 1976, ولجنة تعليق الإجراءات القانونية في عام 1978 وفي نفس العام ظهور GACEHPA, ومجموعة العمل من خارج الولايات المتحدة. - مراكز الإجهاض بالمستشفيات. تم كسر الهدنة أخيرًا في عام 1978 من قبل العديد من مكاتب النيابة.
جرت محاكمة جماعية ضد العديد من الأطباء وطبيب نفساني في بروكسل عام 1983. 
قبل عام 1990, وبسبب تأثير الكنيسة الكاثوليكية, ظلت بلجيكا واحدة من الدول الأوروبية القليلة التي كان الإجهاض فيها غير قانوني. عندما تم سن قانون تحرير الإجهاض, كان مثيرًا للجدل للعديد من البلجيكيين. تم تقديم مشروع قانون لتحرير الإجهاض لأول مرة من قبل السناتور لوسيان هيرمان ميشيلسنز وروجر لاليماند في أوائل عام 1990, وعلى الرغم من معارضة حزب الشعب المسيحي الحاكم, فقد أقر ائتلاف من الأحزاب الفلمنكية والولونية الاشتراكية والليبرالية في مجلس النواب الفيدرالي قانون لتحرير الإجهاض في بلجيكا. ناشد الأساقفة البلجيكيون عموم السكان ببيان عام يشرح معارضتهم العقائدية والرعوية للقانون. وحذروا البلجيك الكاثوليك من أن أي شخص يتعاون "بشكل فعال ومباشر" في شراء عمليات الإجهاض "يستبعد نفسه من المجتمع الكنسي". بدافع من الموقف القوي للأساقفة البلجيكيين وحقيقة أنه هو وزوجته الملكة فابيولا لم يتمكنا من إنجاب أي أطفال بأنفسهم, أخطر الملك بودوان رئيس الوزراء في 30 مارس أنه لا يمكنه التوقيع على القانون دون انتهاك ضميره. كاثوليكي. وبما أن التشريع لن يكون له قوة القانون دون توقيع الملك (الموافقة الملكية), فإن رفضه للتوقيع يهدد بإحداث أزمة دستورية. ومع ذلك, تم حل المشكلة باتفاق بين الملك ورئيس الوزراء مارتينز, استخدمت الحكومة البلجيكية بموجبه آلية دستورية أعلنت أن الملك غير قادر على الحكم, وتولى سلطته وسن القانون "باسم الشعب البلجيكي"., وبعد ذلك صوت البرلمان الاتحادي على إعادة الملك في اليوم التالي. ووصف الفاتيكان تصرف الملك بأنه "خيار نبيل وشجاع" يمليه "ضمير أخلاقي قوي للغاية". وأشار آخرون إلى أن تصرف بودوين كان "أكثر من مجرد لفتة", حيث أعيد كملك بعد 44 ساعة فقط من إقالته من السلطة.
يعود تاريخ قانون الإجهاض البلجيكي الحالي إلى 15 أكتوبر 2018, عندما أزالت حكومة ميشيل الأول abortus provocatus من القانون الجنائي البلجيكي ووضعته في قانون منفصل. في هذا التنقيح, في حين أن العديد من العقوبات ستظل قائمة بحكم القانون, فإن مفهوم "الطوارئ" سوف يختفي. وفيما يتعلق بفترة التهدئة, يمكن إضافة ستة أيام إلى فترة الاثني عشر أسبوعًا, كما يمكن أن تنقضي في حالة الأسباب الطبية العاجلة. كذلك, سيُطلب من الطبيب الذي يرفض إجراء عملية إجهاض إحالة المريض إلى طبيب آخر. تم تقديم مشروع القانون هذا مع مشروع قانون بشأن الاعتراف بحالات الإجهاض للحالة المدنية, بهدف مواجهة المعاناة النفسية التي يسببها الإجهاض للوالدين. على الرغم من نفي وجود صلة رسمية بين الاعتراف بموت الأطفال وإلغاء الإجهاض من القانون الجنائي, فإن بعض النقاد رأى في هذا طريقة خفية لتقليل أو تعقيد الحق في الإجهاض. 
في وقت سابق, قدمت أحزاب المعارضة بالفعل مشاريع قوانين لإلغاء تجريم الإجهاض تمامًا وإدراجه في قانون حقوق المرضى. في هذه المقترحات, سيتم زيادة الموعد النهائي القانوني إلى 18 أسبوعا وسيتم تقصير فترة التفكير إلى 48 ساعة, لأن ستة أيام كانت تعتبر طويلة للغاية. كان القصد من تمديد تلك الفترة هو إنهاء ما يسمى بسياحة الإجهاض للنساء اللائي تزيد أعمارهن عن 12 أسبوعًا ولكنهن ما زلن يرغبن في الإجهاض. حتى الآن, غالبًا ما تسافر هؤلاء النساء إلى البلدان المجاورة مثل هولندا أو فرنسا لطلب الإجهاض, حيث تنطبق مواعيد نهائية قانونية أطول. 

## الرأي العام
في استطلاع أجراه مركز العمل العلماني في عام 2018, وافق 75.4% من البلجيكيين على أن الإجهاض لا ينبغي أن يكون جريمة, و 16.6% لا يوافقون, و 5.7% قالوا إنهم لا يؤيدون ولا ضد, و 2.3% غير قادرين أو غير راغبين في ذلك. إجابة.